# زنبق آبی ژاپنی
زنبق آبی ژاپنی (نام علمی: Iris ensata) نام یک گونه از سرده زنبق است.